# Eva Colas
Eva Colas, née le 21 octobre 1996 à Bastia (Haute-Corse) est une reine de beauté française. Elle a été élue Miss Porticcio 2017, Miss Corse 2017, puis première dauphine de Miss France 2018. Elle a représenté la France au concours de Miss Univers 2018, le 16 décembre 2018 en Thaïlande. Elle crée la marque de maillots de bain Cara Bellezza en 2018.

## Biographie

### Jeunesse et formation
Eva Colas naît le 21 octobre 1996 à Bastia dans le département de la Haute-Corse. Son père est professeur de tennis et sa mère est infirmiere.Grande sportive, elle a pratiqué l’équitation pendant treize ans. En 2014, elle obtient son baccalauréat mention très bien après avoir suivi sa scolarité au sein du lycée Jeanne d'arc de Bastia. En 2017, elle est en troisième année de licence de gestion de patrimoine au sein de l'Institut de gestion de patrimoine (IGP) de l’université Paris-Dauphine mais décide de ne pas poursuivre ses études afin de se consacrer à la préparation de Miss Univers.

### Élection de Miss France 2018
Le 8 septembre 2017, elle est couronnée Miss Corse 2017, à Porticcio. Elle est sacrée 1re dauphine de Miss France 2018, Maëva Coucke au Mach36 de Châteauroux, avec 25,26 % des votes. Elle réalise le meilleur classement de la région Corse au concours depuis 2001.

### Élection de Miss Univers 2018
Le 17 septembre 2018, l’organisation Miss France annonce qu’Eva Colas sera la représentante française lors de l'édition 2018 du concours Miss Univers qui aura lieu en Thaïlande, le 16 décembre 2018. La gagnante succèdera à Miss Univers 2017, Demi-Leigh Nel-Peters, originaire d’Afrique du Sud. Pour la première fois, la Corse est représentée au concours de Miss Univers. Eva Colas n'est finalement pas sélectionnée pour le top 20.
En janvier 2023, la vidéo d'Eva Colas se présentant sur scène et criant « France ! » lors de la compétition préliminaire de Miss Univers devient virale sur les plateformes de médias sociaux telles que TikTok et Twitter. Les internautes comparent alors son cri à diverses vocalisations animales,. À la suite de l'attention suscitée par la vidéo, Eva Colas est parodiée par l'actrice et humoriste américaine Aubrey Plaza dans un épisode de Saturday Night Live,,.

## Parcours
- 1re dauphine de Miss Bastia 2017.
- 2e dauphine de Miss Ajaccio 2017.
- Miss Porticcio 2017, élue le 10 août 2017.
- Miss Corse 2017, élue le 8 septembre 2017.
- 1re dauphine de Miss France 2018, élue le 16 décembre 2017.
- Miss Univers France 2018, désignée le 17 septembre 2018.
- Lancement de sa marque Cara Bellezza en juin 2019.